# Pachnobia glacialis
Pachnobia glacialis är en fjärilsart som beskrevs av Herrich-Schäffer 1849. Pachnobia glacialis ingår i släktet Pachnobia och familjen nattflyn. Inga underarter finns listade i Catalogue of Life.